# Бублик
Бу́блик — бараночное изделие в форме тора из пшеничного теста, как правило, более крупное по размеру, чем сушка или баранка, при этом более рыхлое, мягкое и со сравнительно коротким сроком хранения. Как и все бараночные изделия, изготовляется с предварительной ошпаркой перед выпечкой. В обварочный котёл для некоторых видов бубликов добавляют патоку.

## История
В словаре Даля «бублик» определён как «большой баранок» и указано малороссийское и южное распространение. На Украине бублики принято было обсыпать маком, что символизировало лакомство, отличая изделия от повседневных; позднее этот обычай распространился и на другие бараночные изделия.
С начала XX века часто упоминается в русской литературе как общеизвестный, тривиальный продукт питания (Николай Олейников: «О бублик, созданный руками хлебопёка!», Яков Ядов: одесская песня «Бублички», Владимир Маяковский: «…одному — бублик, другому дырка от бублика, это и есть демократическая республика»).
Во время освоения механизированного хлебопечения в СССР в 1930-е — 1950-е бублики в СССР стандартизованы, сформированы стандартные рецептуры для бубликов украинских весовых, бубликов украинских штучных в вариантах по 50 г и 100 г на одно изделие, бубликов с маком, бубликов с тмином; позднее сформирован и стандартизован рецепт на молочные бублики.

## Характеристики
Диапазон весовых характеристик бубликов — от 9 до 20 изделий на 1 кг продукции, для штучных изделий типичные варианты — 50 г и 100 г. Толщина жгута — не более 3,5 см, для штучных пятидесятиграммовых изделий стандарт предполагает толщину жгута не более 2,8 см. Диаметр изделия может варьироваться от 8 до 20 см. В отличие от прочих бараночных изделий, которые встречаются как в круглых, и в продолговатых вариантах, бублики имеют форму правильного тора (в связи с чем в учебных текстах по геометрии часто «бублик» фигурирует как синоним тора).
Влажность бубликов — 25—27 %, по этому показателю они относятся классу изделий пониженной влажности (влажность булочных изделий — 32—45 %), но при этом их влажность существенно выше влажности баранок и сушек, по этой причине бублики не используются как хранящиеся месяцами хлебные консервы, и срок их реализации ограничен несколькими сутками. Кислотность готовых изделий — не более 3,5 °H.
По технологии приготовления сходны с прочими бараночными изделиями, при этом характерны некоторые особенности: бублики чаще готовятся опарным способом, нежели на притворе, при этом для бубличного теста требуется в 2—3 раза больше опары, чем для прочих изделий (из-за необходимости более интенсивного брожения), отлёжка теста и расстойка в 1,5—4 раза дольше (до 30 минут отлёжка и до 120 минут расстойка). Другая специфика — ошпаривание в кипятке с патокой, применяется для многих видов бубликов, в результате изделия приобретают более интенсивную окраску и особенный вкус.
Наиболее распространённые в СССР сорта бубликов — бублики чистые (или простые) и бублики украинские, при их ошпарке не используется патока, в обоих случаях выпускались и как штучные изделия по 50 г и 100 г, так и как весовые изделия по 9—10 изделий на килограмм. Изделия, фигурировавшие в стандартах как «бублики с маком» и «бублики с тмином», предусматривали добавление патоки при ошпарке, а обсыпку маком или тмином при раскатке жгута теста. Рецептура на включённые в более позднее время в стандарт бублики молочные требует внесения 15 л молока на 100 кг муки. Все стандартизованные рецепты предусматривают использование пшеничной муки первого сорта.